# 17. Flak-Division

Truppenfahne der Flak-Artillerie

Die 17. Flak-Division war ein Großverband der Bodentruppen der deutschen Luftwaffe im Zweiten Weltkrieg. Zuständig war die Division bei Aufstellung für die Abwehr von einfliegenden gegnerischen Flugzeugen mittels Flugabwehrgeschützen bei der deutschen Heeresgruppe Süd in der Sowjetunion.

## Geschichte

### Aufstellung
Der Führungsstab der 17. Flak-Division wurde am 1. Mai 1942 in Wiederitzsch (Sachsen) unter dem späteren Generalmajor Karl Veith aufgestellt.

### Verlegung zur Heeresgruppe Süd
Noch vor Abschluss der Aufstellung wurde die Verlegung nach Südrussland befohlen, wo die Division im Bereich der Luftflotte 4 dem I. Flak-Korps (ab 25. November 1942 Luftwaffenkommando Kaukasus) unterstellt wurde. In der Zeit der Aufstellung umfasste die 17. Flak-Division folgende Kräfte:
- Flak-Regiment 4 (bis Juli 1943)
- Flak-Regiment 12
- Flak-Regiment 42 (bis Februar 1943)

### Fall Blau - Sommeroffensive 1942
Dort war die 17. Flak-Division an den Kämpfen im Raum Stalino  sowie im Brückenkopf Isjum beteiligt, in dessen Folge Charkow im Mai 1942 eingenommen werden konnte. Danach drehte die 17. Flak-Division mit ihren Verbänden im Zuge der Sommeroffensive 1942 mit der Heeresgruppe A in Richtung Rostow und Krasnodar (Kaukasus) ab. Wiederum im Erdkampf eingesetzt, war die Division in der Folge an der Bildung des Kuban-Brückenkopfes beteiligt sowie bei den Kämpfen um Noworossijsk. Im Juli 1942 waren ihre Regimenter dann am Dnjepr im Raum Krementschuk eingesetzt. 

### 1943/1944
Ende des Jahres 1943 unterstanden ihr das Flak-Regiment 17 sowie das Flak-Regiment 104, welches aber kurze Zeit später vom Flak-Regiment 48 ersetzt wurde. Im Zuge der Rückzugskämpfe ab Ende 1943 wurde die gesamte Division zusammen mit der 1. Panzerarmee in der Kesselschlacht von Kamenez-Podolski (Hube-Kessel) bis Mitte April 1944 eingeschlossen, wo der Großteil ihrer Verbände und Gerätschaften von der sowjetischen Armee zerschlagen wurden. Im April 1944 unterstanden der Division die Flak-Regimenter 7, 17, 48, 133 und 153.

### Wiederaufstellung 1944
Die Reste der 17. Flak-Division erreichten mit der 1. Panzerarmee im Zuge des Wanderkessels aber die deutschen Linien und wurden umgehend zur Auffrischung zurückgenommen. Im Juni 1944 lag der Divisionsstab in Krakau unter dem Kommando der Luftflotte 6 (II. Flak-Korps) und bestand lediglich aus sechs einsatzbereiten schweren sowie neun mittleren und leichten Batterien.
Noch im Sommer 1944 wurde die 17. Flak-Division aber wieder dem I. Flak-Korps unterstellt. Die Gliederung vom Juli 1944 hielt jedoch infolge der sich verschlechternden Kriegslage nicht lange an, so dass der Division im Dezember 1944 mit Gefechtsstand in Kamienna folgende Regimenter unterstanden: Flak-Regiment 17, 35, 99 und 134.

### Schlesien 1945
Am 20. Januar 1945 musste der Gefechtsstand dann erneut verlegt werden, diesmal nach Ohlau. Dort bekam der Divisionsstab die Aufgabe, die Führung der Flakkräfte in der Festung Breslau zu übernehmen. Zugewiesen war die Division operativ dabei bis Kriegsende der 4. Panzerarmee. Im Februar 1945 führte der Divisionsstab mit Gefechtsstand in Neuhof die Flakkräfte im Raum Brieg – Glogau mit insgesamt 44 schweren, 22 mittleren sowie einer Luftsperrbatterie. Die letzte bekannte Gliederung der 17. Flak-Division umfasste zum 4. April 1945 mit Gefechtsstand in Großpostwitz bei Bautzen folgende Kräfte:
- Flak-Sturmregiment 1
- Flak-Sturmregiment 10
- Flak-Sturmregiment 99 (ehemalige Flak-Regiment 99)
- Flak-Regiment 17
- Flak-Regiment 54
- Flak-Regiment 107
- Fallschirm-Flak-Regiment 12 – allerdings ohne Verbände

Infolge des sowjetischen Vormarsches, wich die Division Ende April 1945 Richtung Sudetenland aus. Der letzte bekannte Gefechtsstand war am 25. April 1945 Ottendorf. Vermutlich ist dort der Divisionsstab bei Kriegsende in sowjetische Gefangenschaft geraten.

### Kapitulation und Kriegsende
- Flak-Sturmregiment 1: Einsatz Raum Görlitz, Kapitulation und Kriegsgefangenschaft unbekannt.
- Flak-Sturmregiment 10: Einsatz Raum Niederschlesien (Posen?), Kapitulation und Kriegsgefangenschaft unbekannt.
- Flak-Sturmregiment 99: Einsatz Raum (Lauban ?), Kapitulation und Kriegsgefangenschaft unbekannt.
- Flak-Regiment 17: Einsatz Raum Görlitz, Kapitulation und Kriegsgefangenschaft unbekannt.
- Flak-Regiment 54: Einsatz Raum Kamenz-Senftenberg-Ruhland, Kapitulation und Kriegsgefangenschaft unbekannt,
- Flak-Regiment 107: Bis April 1945 aus der 17. Flak-Division ausgeschieden, am 28. April 1945 aufgelöst.[2]

### Kommandeure
| Rang                | Name             | Zeitraum                                 |
| ------------------- | ---------------- | ---------------------------------------- |
| Generalleutnant     | Gerhard Hoffmann | 1. März bis 31. März 1942 (M.d.W.d.G.b.) |
| Oberst/Generalmajor | Karl Veith       | 15. Mai 1942 bis 14. März 1944           |
| Oberst              | Hans Simon       | 15. März bis 7. Juni 1944                |
| Oberst/Generalmajor | Wilhelm Köppen   | 7. Juni 1944 bis Kriegsende              |